# 安全な血液製剤の安定供給の確保等に関する法律
安全な血液製剤の安定供給の確保等に関する法律（あんぜんなけつえきせいざいのあんていきょうきゅうのかくほとうにかんするほうりつ、昭和31年6月25日法律第160号）は、血液製剤の安全性の向上に関する法律である。1956年6月25日に「採血及び供血あつせん業取締法」として制定され公布された。2002年の改正の際に現在の題名に改正された。

## 主務官庁
- 厚生労働省医薬局血液対策課[1]

同省社会・援護局総務課、日本赤十字社本社および全47都道府県の赤十字血液センターと連携して執行にあたる。

## 構成
以下で構成されている。
- 第一章　総則（第1条-第8条）
- 第二章　基本方針等（第9条-第11条）
- 第三章　採血（第12条-第25条）
- 第四章　血液製剤の安定供給（第26条-第28条）
- 第五章　雑則（第29条-第32条）
- 第六章　罰則（第33条-第40条）
- 附則

## 内容

### 定義
血液製剤
血液製剤とは人の血液から作られた医薬品を総称して呼び、輸血用血液製剤、血漿分画製剤に大別される。このうち輸血用血液製剤はそのすべてが献血によって確保されている。ここで参考として血液製剤の種類と適応症の一例を記載しておく。
| 分類           | 種類               | 適応症                                                                                              |
| -------------- | ------------------ | --------------------------------------------------------------------------------------------------- |
| 輸血用血液製剤 | 全血製剤           | 新生児の交換輸血、循環血液量以上の大量の出血                                                        |
| 輸血用血液製剤 | 赤血球製剤         | 造血器疾患に由来する貧血、慢性出血等                                                                |
| 輸血用血液製剤 | 血漿製剤           | 肝障害、播種性血管内凝固症候群（DIC）、血栓性血小板減少性紫斑病（TTP）、溶血性尿毒症症候群（HUS）等 |
| 輸血用血液製剤 | 血小板製剤         | 活動性出血、外科手術時の術前状態、大量輸血時、播種性血管内凝固症候群（DIC）、血液疾患等             |
| 血漿分画製剤   | アルブミン製剤     | 出血性ショック、ネフローゼ症候群等                                                                  |
| 血漿分画製剤   | 免疫グロブリン製剤 | 無または低グロブリン血症等                                                                          |
| 血漿分画製剤   | 血液凝固因子製剤   | 血液凝固因子欠乏患者（血友病など）に対する凝固因子の補充等                                          |

献血者等
採血事業者
製造販売業者、製造業者、販売業者

### 責務
各役割責務を以下としている。
国の責務
地方公共団体の責務
- 住民の献血に関する理解を深め、かつ献血受入の円滑な実施のための措置をとる

採血事業者の責務
- 献血受入推進、血液製剤の安全性向上・安定供給確保に協力し、献血者等の保護に努める

血液製剤の製造販売業者等の責務
- 安全な血液製剤の安定供給確保、安全性向上に寄与する技術開発、情報収集及び提供に努める

医療関係者の責務
- 血液製剤の適正使用、安全性に関する情報収集及び提供に努める

### 採血
制限
採血事業の許可
有料採血の禁止
採血時の検査

## 関連法令
- 安全な血液製剤の安定供給の確保等に関する法律施行規則（昭和31年厚生省令第22号）
- 採血の業務の管理及び構造設備に関する基準（平成15年厚生労働省令第118号）
- 生物由来原料基準（平成15年厚生労働省告示第210号）